# Византијско-персијски ратови
Византијско-персијски ратови вођени су у од 5. до 7. века између Византијског царства и Сасанидског царства. Део су Римско-персијских ратова, а могу се сматрати и верским (крсташким) ратовима јер је повод за избијање рата био, углавном, непријатељски однос персијских зороастриста према хришћанима.
Између Византије и Сасанидске Персије вођено је
- Византијско-персијски рат (421—422)
- Анастасијев рат
- Иберијски рат
- Лазички рат
- Византијско-персијски рат (572—591)
- Византијско-персијски рат (602—628)